# Pheia fuscicorpus
Pheia fuscicorpus är en fjärilsart som beskrevs av Rothschild 1931. Pheia fuscicorpus ingår i släktet Pheia och familjen björnspinnare. Inga underarter finns listade i Catalogue of Life.